# Kim Kay
Pour les articles homonymes, voir Kay.
Kim Kay, née Kim Van Hee le 22 février 1978 à Termonde (Belgique), est une chanteuse belge flamande qui chante en français.
En 1998, elle se fait connaître avec la chanson Lilali figurant sur l'album La Vie en Lilali. Cette chanson est une adaptation dance d'un air traditionnel breton, déjà adapté sous le titre Ceol Bhriotánach par le groupe irlandais Les Chieftains sur leur album « The Chieftains 5 » en 1975. Dans cet album se trouve une reprise du tube Poupée de cire poupée de son de France Gall en version pop-dance (sortie également en single) ainsi que d'autres chansons comme Banana Split et Amoureux solitaires de Lio.

## Biographie
Kim Van Hee est née le 22 février 1978 à Termonde en Belgique. Son père est un entrepreneur.
En 1998, elle participe à un spectacle, le Sound Mix Show, au cours duquel elle se fait remarquer en reprenant une chanson de France Gall. C'est cette même année qu'elle rencontre le succès avec le titre "Lillali" et la sortie de son premier album "La vie en lilali".
Elle fait des études de psychologie à Gand et vit à Wichelen.
En 1999, lors d'un voyage en Australie, elle rencontre son futur compagnon. En 2004, on lui diagnostique un cancer et est contrainte d'arrêter sa carrière musicale pour combattre la maladie. En 2005, elle adopte un garçon.
En 2010 elle annonce se battre contre l'addiction à la morphine, substance utilisée lors de son traitement pour atténuer la douleur.

## Discographie
Elle sort de nombreux singles entre 1998 et 2000.
En 2000, elle sort l'album Kim Kay's Hits ! dans laquelle se trouve une nouvelle version de Poupée de cire poupée de son et des nouvelles reprises de chansons.
En 2001, elle sort le single Open your Heart, puis en 2002 Direction le soleil (The Sun shines) puis Abracadabrant en 2003.

### Albums
- La vie en lilali (1998)
  - 1. "Lilali"
  - 2. "Bam bam"
  - 3. "Le banana split"
  - 4. "Iniminimanimo"
  - 5. "Donne-moi"
  - 6. "Oui oh oui"
  - 7. "Tout simplement"
  - 8. "Amoureux solitaire"
  - 9. "À nous"
  - 10. "99 luftballons"
  - 11. "Je danse"
  - 12. "Poupée de cire, poupée de son" (remix)
  - 13. "Lilali" (speedgarage mix)
- Hits! (2000)
  - 1. "Les sucettes"
  - 2. "Bam bam"
  - 3. "Hula hop"
  - 4. "Poupée de cire, poupée de son"
  - 5. "Les vacances d'été"
  - 6. "Touche à tout"
  - 7. "Ça plane pour moi"
  - 8. "Oui oh oui"
  - 9. "Le banana split"
  - 10. "La dah-li-danse"
  - 11. "Iniminimanimo"
  - 12. "Lilali"
  - 13. "Bam bam" (speedgarage mix)
  - 14. "Poupée de cire, poupée de son" (club mix)
  - 15. "La dah-li-danse" (dolly family mix)
  - 16. "Lilali" (mellow mix)

### Singles
- "Lilali" (1998)
- "Oui oh oui" (1998)
- "Poupée de cire, poupée de son" (1998)
- "Bam bam" (1999)
- "Iniminimanimo" (1999)
- "La dah-li-danse" (2000)
- "Les vacances d'été" (2000)
- "Ça plane pour moi" (2000)
- "Les sucettes" (2000)
- "Open your heart" (2001)
- "Direction le soleil" / "The sun shines" (2002)
- "Abracadabrant" (2003)